# Минзелешть (комуна)
Минзелешть, Минзелешті (рум. Mânzălești) — комуна у повіті Бузеу в Румунії. До складу комуни входять такі села (дані про населення за 2002 рік):
- Бешлій (373 особи)
- Буштя (179 осіб)
- Валя-Котоарей (296 осіб)
- Валя-Урсулуй (86 осіб)
- Гура-Бедікулуй (203 особи)
- Гіздіта (94 особи)
- Жгіаб (167 осіб)
- Минзелешть (754 особи) — адміністративний центр комуни
- Плавецу (130 осіб)
- Пояна-Вилкулуй (88 осіб)
- Сату-Векі (243 особи)
- Трестіоара (260 осіб)
- Чирешу (153 особи)

Комуна розташована на відстані 124 км на північ від Бухареста, 40 км на північ від Бузеу, 107 км на захід від Галаца, 83 км на схід від Брашова.

## Населення
За даними перепису населення 2002 року у комуні проживали 3026 осіб, усі — румуни. Усі жителі комуни рідною мовою назвали румунську.
Склад населення комуни за віросповіданням:
| Релігія       | Кількість осіб | Відсоток |
| ------------- | -------------- | -------- |
| православні   | 3025           | > 99,9%  |
| римо-католики | 1              | < 0,1%   |